# Axel Olof Freudenthal
Axel Olof Freudenthal (né le 12 décembre 1836 à Siuntio – mort le 2 juin 1911 à Helsinki) est un professeur finlandais et un meneur charismatique du  mouvement svecomane de Finlande.

## Biographie
Axel Freudenthal  étudie à l'université Alexandre où les combats entre les mouvements nationalistes fennomanes et svecomanes font rage. 
En 1866, Freudenthal est nommé maître de conférences en vieux norrois est rédige sa thèse de doctorat sur le dialecte de Närpes en 1878. 
De 1878 à 1904, il est professeur de suédois et de littérature. 
Le parti populaire suédois de Finlande considère Freudenthal comme son père spirituel et il crée en 1937 un prix en son honneur: la médaille Axel Olof Freudenthal (fi). 
Depuis 1937, de nombreuses médailles d'argent et de bronze ont été distribuées, seule Elisabeth Rehn a reçu une médaille d'or. 
Cependant, aucune médaille n'a été distribuée depuis 2007 à cause des critiques, extérieures au parti, des vues raciales de Freudenthal,,.

## Idéologie eugéniste
Axel Freudenthal voit la majorité finnophone comme une menace. 
Il résiste activement  et préconise des mesures radicales , comme le séparatisme en contraste avec les positions plus modérées d'Axel Lille.
Dans les théories d'Alex Freudenthal la langue, la nationalité et la race sont liées.
Selon les parties les plus extrêmes de ces théories, il fait valoir que les suédophones sont racialement supérieurs aux finnois.
Ses positions  peuvent être rapprochées des doctrines eugénistes aryennes ailleurs en Europe.
Les idées  de Freudenthal sont représentatives d'une certaine atmosphère et même de la pensée scientifique germaniste de l'époque. 
Les Fennomanes ne sont pas en faveur des doctrines raciales. 
Ce qui est compréhensible, puisque les doctrines raciales classent les finnois et leurs parents linguistiques comme race européenne inférieure. 
D'autre part, les Finlandais, à quelques exceptions près, n'ont jamais contesté l'infériorité de la race mongoloïde, mais ont plutôt cherché à se détacher de la réputation des mongoles.

## Écrits
- Einar Skålaglams Vellekla öfversatt och förklarad (thèse), 1865
- Om svenska ortnamn i Nyland, 1866
- Om svenska ortnamn i Egentliga Finland: med en sidoblick på dem, som förekomma i Satakunda och Österbotten, 1867
- Om svenska allmogemålet i Nyland, 1869
- Upplysningar om Rågö- och Wichterpalmålet i Estland, 1875
- Über den Närpesdialekt (Thése), 1878
- Svensk rättskrifningslära, 1881
- Ordbok öfver estländsk-svenska dialekterna, 1886 (avec Herman Vendell)
- Vöråmålet, 1889
- Skiljaktigheter mellan finländska svenskan och rikssvenskan, 1902